# Liste der Monuments historiques in Morteau
Die Liste der Monuments historiques in Morteau führt die Monuments historiques in der französischen Gemeinde Morteau auf.

## Liste der Immobilien
| Bezeichnung                       | Beschreibung                                                                                                   | Standort                         | Kennzeichnung | Schutzstatus | Datum | Bild           |
| --------------------------------- | --- | -------------------------------- | ------------- | ------------ | ----- | -------------- |
| Château Pertusier                 | Hôtel particulier, bezeichnet 1576; heute Musée de l’Horlogerie du Haut-Doubs                                  | 28 rue Pasteur (Lage)            | PA00101690    | Classé       | 1993  | weitere Bilder |
| Kirche Notre-Dame-de-l’Assomption | Kirche des ehemaligen Benediktinerklosters; am Chor bezeichnet 1481, weitere Bauphasen bis ins 17. Jahrhundert | Place de l’Église (Lage)         | PA00101691    | Inscrit      | 1926  | weitere Bilder |
| Hôtel de Ville                    | Hôtel particulier, 1590 erbaut                                                                                 | Place de l’Hôtel de Ville (Lage) | PA00101692    | Inscrit      | 1978  | weitere Bilder |
| Gefallenendenkmal                 | 1921/22 errichtet, Bildhauer Georges Serraz und Louis Hertig                                                   | Grande Rue (Lage)                | PA25000099    | Inscrit      | 2022  |                |
| Wohn- und Geschäftshaus           | 1900; mit dem Treppenhaus                                                                                      | 8 rue Gonsalve-Pertusier (Lage)  | PA25000076    | Inscrit      | 2012  |                |

## Liste der Objekte
| Bezeichnung                        | Beschreibung                                                                              | Standort                                        | Kennzeichnung | Schutzstatus | Datum | Bild |
| ---------------------------------- | ----------------------------------------------------------------------------------------- | ----------------------------------------------- | ------------- | ------------ | ----- | ---- |
| Seitenaltar                        | Altartisch und Altaraufbau; Holz, Mitte des 18. Jahrhunderts                              | in der Kirche Notre-Dame-de-l’Assomption (Lage) | PM25002272    | Inscrit      | 1975  |      |
| Kruzifix                           | Holz, ehemals farbig gefasst und vergoldet, 17. oder 18. Jahrhundert                      | in der Kirche Notre-Dame-de-l’Assomption (Lage) | PM25002273    | Inscrit      | 1975  |      |
| Skulptur Heiliger Rochus           | Holz, farbig gefasst, 18. Jahrhundert                                                     | in der Kirche Notre-Dame-de-l’Assomption (Lage) | PM25002274    | Inscrit      | 1975  |      |
| Kanzel                             | Holz, 1748 bis 1750, Bildhauer Claude-Joseph Béliard                                      | in der Kirche Notre-Dame-de-l’Assomption (Lage) | PM25001135    | Classé       | 1908  |      |
| Wandvertäfelung des Chorraum       | Eichenholz, zwischen 1756 und 1761                                                        | in der Kirche Notre-Dame-de-l’Assomption (Lage) | PM25001136    | Classé       | 1916  |      |
| Rote Kasel                         | Wolle oder Seide, bestickt, 17. Jahrhundert                                               | in der Kirche Notre-Dame-de-l’Assomption (Lage) | PM25001137    | Classé       | 1908  |      |
| Weiße Kasel                        | Seide, bestickt, 17. Jahrhundert                                                          | in der Kirche Notre-Dame-de-l’Assomption (Lage) | PM25001138    | Classé       | 1911  |      |
| Glocke                             | Bronze, 1689 gegossen                                                                     | in der Kirche Notre-Dame-de-l’Assomption (Lage) | PM25001142    | Classé       | 1942  |      |
| Grabstein eines Priesters          | Stein, Ende des 15. Jahrhunderts                                                          | in der Kirche Notre-Dame-de-l’Assomption (Lage) | PM25001139    | Classé       | 1916  |      |
| Hauptaltar                         | Altartisch und Tabernakel; Holz, farbig gefasst und vergoldet, Mitte des 18. Jahrhunderts | in der Kirche Notre-Dame-de-l’Assomption (Lage) | PM25001140    | Classé       | 1916  |      |
| Zwei Adlerpulte                    | Eichenholz, 18. Jahrhundert                                                               | in der Kirche Notre-Dame-de-l’Assomption (Lage) | PM25001141    | Classé       | 1916  |      |
| Gemälde Maria Schutz               | Votivbild; Ölfarbe auf Leinwand, um 1670                                                  | in der Kirche Notre-Dame-de-l’Assomption (Lage) | PM25001143    | Classé       | 1975  |      |
| Pietà                              | Holz, farbig gefasst, Anfang des 16. Jahrhunderts                                         | in der Kirche Notre-Dame-de-l’Assomption (Lage) | PM25001144    | Classé       | 1975  |      |
| Altarkreuz und sechs Altarleuchter | Holz, vergoldet, Elfenbein, Mitte des 18. Jahrhunderts                                    | in der Kirche Notre-Dame-de-l’Assomption (Lage) | PM25001145    | Classé       | 1975  |      |